# Spooner (condado de Washburn, Wisconsin)
Spooner es un pueblo ubicado en el condado de Washburn en el estado estadounidense de Wisconsin. En el Censo de 2010 tenía una población de 706 habitantes y una densidad poblacional de 13,28 personas por km².

## Geografía
Spooner se encuentra ubicado en las coordenadas 45°50′18″N 91°49′42″O / 45.83833, -91.82833. Según la Oficina del Censo de los Estados Unidos, Spooner tiene una superficie total de 53.15 km², de la cual 47.66 km² corresponden a tierra firme y (10.32%) 5.49 km² es agua.

## Demografía
Según el censo de 2010, había 706 personas residiendo en Spooner. La densidad de población era de 13,28 hab./km². De los 706 habitantes, Spooner estaba compuesto por el 97.59% blancos, el 0% eran afroamericanos, el 0.99% eran amerindios, el 0.14% eran asiáticos, el 0% eran isleños del Pacífico, el 0% eran de otras razas y el 1.27% pertenecían a dos o más razas. Del total de la población el 1.42% eran hispanos o latinos de cualquier raza.